# Ärmighorn
Das Ärmighorn (auch Ärmighore) ist ein Berg in den Berner Voralpen in der Schweiz.
Das Ärmighorn liegt zwischen dem Kandertal im Westen und dem Kiental im Osten. Es ist 2742 m ü. M. hoch. Der Gipfel liegt in der Gemeinde Reichenbach im Kandertal, die westliche Seite in Kandergrund.
Aufgrund eines Gewitters am 18. Juli 1972 mit einem Murgang am Ärmighorn wurde durch das Geschiebe im Kiental der Tschingelsee gebildet.